# Eudorylas aberratus
Eudorylas aberratus är en tvåvingeart som först beskrevs av Hardy och Frank Hall Knowlton 1939.  Eudorylas aberratus ingår i släktet Eudorylas och familjen ögonflugor.
Artens utbredningsområde är Nevada. Inga underarter finns listade i Catalogue of Life.